# Conséquences de la pandémie de Covid-19 sur les droits de l'homme
Pour un article plus général, voir Conséquences de la pandémie de Covid-19.

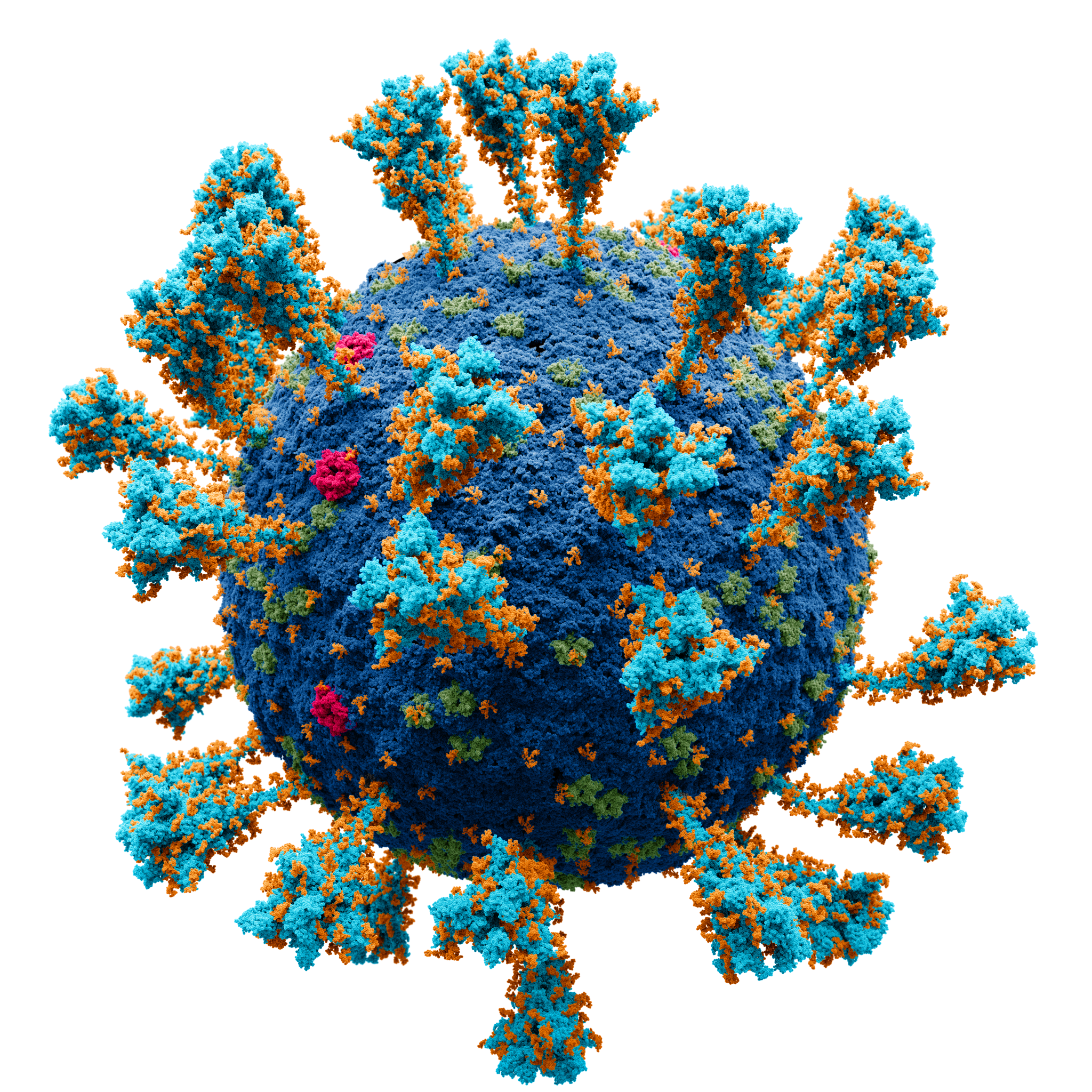
Image illustrant le virus Covid-19.

Alors que les pays sont amenés à prendre des mesures drastiques pour ralentir la propagation de la Covid-19, un certain nombre d'institutions et d'experts des droits humains ont mis en évidence des sujets de préoccupation au sujet des conséquences de la pandémie de Covid-19 sur les droits humains dans le monde.
En dépit de leur engagement en faveur des droits de l'homme et de la santé, l'Organisation mondiale de la santé et d'autres organismes internationaux sont restés peu explicites sur la manière dont les droits de l'homme et la gestion de la pandémie vont de pair, et se sont largement appuyés sur des techniques qui remontent à l'épidémie de grippe de 1918. La Covid-19 a rendu évidente la tension entre la protection de la santé publique et la protection des droits humains. De ce fait, de multiples groupes de personnes vulnérables vu leur situation se détériorer à cause des dérogations à ces droits.
Outre les aspects directement économiques, sociaux ou sanitaires liées au non-respect des droits humains, de nombreux gouvernements ont justifié des actes de violence à l'encontre de journalistes, de militants et de prisonniers de conscience par la nécessité d'appliquer les régulations sanitaires dans le cadre de la lutte contre la Covid-19.
Selon Agnès Callamard, secrétaire général d'Amnesty International, les victimes de la Covid-19 dans le monde, que ce soit au Royaume-Uni, en France, aux États-Unis, en Inde, au Moyen-Orient, au Brésil, faisaient principalement partie des groupes les plus privés de droits et les plus vulnérables.

## Aspects juridiques
En temps normal, des droits fondamentaux peuvent entrer en conflit les uns avec les autres ou être en porte-à-faux avec les intérêts collectifs. Les États sont en droit de chercher à préserver ces intérêts, ce qui peut les amener à limiter certains de ces droits lorsque les circonstances changent. Dans des circonstances exceptionnelles, des restrictions et des dérogations plus sévères peuvent être admises.
Le Haut-Commissaire des Nations unies aux droits humains et le Haut-Commissaire des Nations unies pour les réfugiés considèrent que la santé de chaque personne est liée à la santé des membres les plus marginalisés de la communauté. L'accès aux soins doit être préservé pour les plus faibles, qu'ils se trouvent dans un établissement pour personnes âgées, une prison ou un camp de migrants ou de réfugiés,.
Dans certains cas, les requérants devant les Cours internationales de justice pourraient invoquer des violations de l'interdiction de la torture et des traitements inhumains et dégradants, qui s'applique notamment dans le cadre de la détention. Les conventions internationales sur les droits humains convergent pour caractériser ces droits comme non susceptibles de dérogation, ce qui devrait vraisemblablement entraîner la responsabilité de l'État ; sont aussi cités d'autres droits, comme le droit à la vie, l'interdiction de l'esclavage et l'interdiction de toute peine sans loi.

## Une entrave à l'urgence en santé publique
Pendant la pandémie de Covid-19, des violations des droits humains, notamment la censure, la discrimination, la détention arbitraire et la xénophobie, ont été signalées dans différentes parties du monde. Amnesty International a répondu que « les violations des droits humains entravent, plutôt que de faciliter, les réponses aux urgences de santé publique, et nuisent à leur efficacité ». L'Organisation mondiale de la santé a déclaré que les mesures de maintien à domicile visant à ralentir la pandémie ne doivent pas être prises au détriment des droits humains.

### Censure et autres restrictions de l'information médicale
Le gouvernement chinois a appliqué une censure précoce pour supprimer les informations sur la Covid-19 et les dangers qu'il représente pour la santé publique ,. A été critiqué, le fait d'avoir laissé l'épidémie se propager pendant des semaines avant d'entreprendre des efforts pour contenir le virus . Li Wenliang, un médecin chinois qui avait alerté ses collègues au sujet du coronavirus, a été censuré puis détenu pour avoir « répandu de fausses rumeurs ». Il a succombé à l'infection et est décédé par la suite. Amnesty International a critiqué le fait que le lobbying agressif de la Chine auprès de l'Organisation mondiale de la santé incluait la minimisation de la gravité de l'épidémie.
Au moins 12 pays ont bloqué, suspendu ou fermé des journaux, des comptes de médias sociaux et des chaînes de télévision en raison de leurs reportages sur la pandémie. Parmi eux, le Myanmar, qui a utilisé les lois pré-Covid-19 pour bloquer les sites web qui diffusaient de « fausses nouvelles » dans une « situation d'urgence ».
Les autorités d'au moins sept pays ont bloqué des bulletins d'information individuels ou ont ordonné aux utilisateurs de médias en ligne ou de médias sociaux de supprimer ou de modifier le contenu lié au Covid-19. Les autorités vietnamiennes ont convoqué 650 utilisateurs de Facebook entre janvier et mars pour les interroger sur la publication de fausses informations relatives à la pandémie, les ont tous contraints à retirer leurs messages et ont infligé une amende à plus de 160 d'entre eux.
Les autorités turques ont refusé de publier des statistiques exhaustives sur les infections à coronavirus entre mars et fin novembre 2020, ce qui a entraîné une vaste sous-comptabilisation initiale des cas. Les autorités ont également refusé de répondre à la question parlementaire d'un homme politique de l'opposition qui demandait des informations sur le nombre croissant de décès liés à la Covid-19 dans les prisons.
L'Assemblée législative du Salvador a suspendu toutes les audiences et procédures publiques en mars 2020. Cela comprenait des demandes d'informations publiques, ce qui a empêché les gens de connaître les résultats de leurs tests de coronavirus et la durée de leur séjour dans les installations de quarantaine.

### Des restrictions de liberté contre-productives
Les gouvernements devraient éviter d'imposer des restrictions radicales et trop larges à la liberté de mouvement et à la liberté individuelle, et ne s'orienter vers des restrictions obligatoires que lorsque cela est scientifiquement justifié et nécessaire et lorsque des mécanismes de soutien aux personnes concernées peuvent être garantis. Une lettre de plus de 800 experts de la santé publique et du droit aux États-Unis a déclaré : « Les mesures volontaires d'auto-isolement [combinées à l'éducation, au dépistage généralisé et à l'accès universel au traitement] sont plus susceptibles d'inciter à la coopération et de protéger la confiance du public que les mesures coercitives et sont plus susceptibles de prévenir les tentatives d'éviter tout contact avec le système de santé ».
Le droit international confère aux gouvernements de larges pouvoirs pour interdire les visiteurs et les migrants d'autres pays. Cependant, les interdictions de voyage nationales et internationales ont souvent eu une efficacité limitée dans la prévention de la transmission et peuvent en fait accélérer la propagation des maladies si les personnes fuient les zones de quarantaine avant leur mise en place.

### Mesures intrusives de confinement
Les autorités auraient également eu recours à diverses mesures de confinement intrusives : barricader les portes des familles soupçonnées d'être infectées avec des poteaux métalliques, arrêter les personnes qui refusent de porter des masques, et faire voler des drones avec des haut-parleurs pour gronder les personnes qui sortent sans masque.

### Interruption de services aux personnes vulnérables
De nombreuses personnes âgées et handicapées dépendent de services et d'un soutien ininterrompus à domicile et dans la communauté. Assurer la continuité de ces services et opérations signifie que les organismes publics, les organisations communautaires, les prestataires de soins de santé et autres prestataires de services essentiels sont en mesure de continuer à remplir des fonctions essentielles pour répondre aux besoins. La perturbation des services de proximité peut entraîner le placement en institution des personnes handicapées et des personnes âgées, ce qui peut avoir des conséquences négatives sur la santé.

### Personnes incarcérées
Il est fréquent que les personnes incarcérées dans les prisons et les centres de détention pour immigrés ne reçoivent pas de soins de santé adéquats dans des circonstances normales, même dans les pays économiquement développés. Les populations en détention comprennent souvent des personnes âgées et des personnes souffrant de maladies chroniques graves, ce qui signifie qu'elles sont plus exposées au risque de maladie lié à la Covid-19.
En mars 2020, les détenus des centres de détention de plusieurs pays d'Amérique latine se sont levés pour protester contre le manque de mesures sanitaire et les efforts déployés pour les confiner. Des centaines de personnes se sont échappées, des dizaines de personnes ont été blessées et au moins 40 personnes sont mortes en lien avec les protestations en Colombie, au Venezuela, en Argentine, au Pérou et au Brésil.
L'exiguïté des locaux, la mauvaise ventilation et l'insuffisance des soins de santé contribuent à la prolifération des maladies respiratoires dans les prisons. Au Brésil, par exemple, les prisons comptent près de 1 400 cas de tuberculose pour 100 000 personnes détenues, contre 40 dans la population générale, selon les dernières informations disponibles. La tuberculose se propage dans l'air, par exemple par la toux et les éternuements, l'un des modes de propagation de la Covid-19.
La distanciation sociale est impossible dans des systèmes pénitentiaires comme ceux d'Haïti, de la Bolivie, du Guatemala, du Salvador et du Honduras, où les taux d'occupation vont de 200 à 400 % de la capacité officielle.

## Droit des femmes
Bien que les risques spécifiques aux femmes enceintes exposées à la Covid-19 ne soient pas encore clairs, l'épidémie pourrait avoir des répercussions négatives sur la santé et les droits sexuels et génésiques. La surcharge des systèmes de santé, la réaffectation des ressources, les pénuries de fournitures médicales et les perturbations des chaînes d'approvisionnement mondiales pourraient nuire à l'accès des femmes à la contraception, aux soins pré et postnatals et à l'accouchement. Bien que le risque d'infection par l'allaitement ne soit pas connu, le Fonds des Nations unies pour la population a recommandé que les mères allaitantes qui tombent malades ne soient pas séparées de leurs enfants.
En Chine, des rapports de presse suggèrent une augmentation de la violence domestique sous quarantaine. Les crises - et les quarantaines - peuvent déclencher une plus grande incidence de la violence domestique pour des raisons telles que le stress accru, les conditions de vie exiguës et difficiles, et l'effondrement des mécanismes de soutien communautaire. Les crises peuvent souvent limiter davantage la capacité des femmes à échapper aux abus et placer les victimes dans un environnement sans accès approprié aux services, tels qu'un abri sûr à l'écart des agresseurs et la responsabilité des abus.
Dans le monde entier, les femmes assument près de 2,5 fois plus de soins non rémunérés et de travaux domestiques que les hommes, et elles sont plus susceptibles que les hommes de devoir assumer des responsabilités supplémentaires en matière de soins lorsque les écoles ferment, ce qui rend plus difficile le maintien d'un emploi rémunéré.
Dans certaines régions, jusqu'à 95 % des travailleuses travaillent dans le secteur informel, où il n'y a aucune sécurité de l'emploi, ni aucun filet de sécurité si une crise comme celle de la Covid-19 détruit leurs revenus. Le travail informel comprend de nombreuses professions susceptibles d'être affectées par une quarantaine, une distanciation sociale et un ralentissement économique, comme les vendeurs de rue, les marchands de marchandises et les travailleurs saisonniers. Les femmes sont également surreprésentées dans les industries de services qui ont été parmi les plus durement touchées par la réponse à la Covid-19.
Dans le monde entier, 70 % des prestataires de services sociaux et de santé sont des femmes, ce qui signifie que les femmes sont en première ligne pour contenir la propagation de la Covid-19 et peuvent être fortement exposées au virus par leur travail dans le secteur de la santé. La peur des communautés face à l'exposition des travailleurs de la santé peut conduire les femmes de ce secteur à être rejetées ou stigmatisées, ce qui ajoute un fardeau supplémentaire au défi de protéger leur santé et celle de leur famille. Cela peut se manifester, par exemple, en essayant d'accéder à des services de garde d'enfants ou de s'en procurer pendant qu'elles travaillent en première ligne.

## Droits sexuels et reproductifs
Les lois polonaises sur l'interdiction de l'avortement en cas d'anomalie fœtale grave et sur la limitation de l'éducation sexuelle, prévoyant jusqu'à 3 ans de prison pour les délinquants (qui ont été envoyées en commission) et le projet de loi du gouvernement hongrois empêchant la reconnaissance légale du genre, ont été critiquées par le Parlement Européen. La Pologne et la Hongrie sont accusées par ce dernier d'avoir profité de l'état d'urgence, de la possibilité réduite de débat démocratique et du pouvoir restreint des parlements, pour instaurer des lois en étouffant les possibles contestations.

## Droit à l'éducation
De nombreux pays ont fermé des écoles depuis l'épidémie de Covid-19, perturbant l'apprentissage et l'éducation de centaines de millions d'élèves. En temps de crise, les écoles procurent aux enfants un sentiment de stabilité et de normalité et leur assurent une routine et un soutien émotionnel pour faire face à une situation changeante. Les écoles offrent également aux enfants et à leurs familles des espaces importants pour apprendre l'hygiène, les techniques appropriées de lavage des mains, et pour faire face à des situations qui briseront la routine. Sans accès aux écoles, cette responsabilité première incombe aux parents, aux tuteurs et aux personnes qui s'occupent des enfants. Lorsque les écoles sont fermées, les agences gouvernementales doivent intervenir pour fournir des informations claires et précises sur la santé publique par le biais des médias appropriés.
Pour que les systèmes éducatifs réagissent de manière adéquate, l'UNESCO a recommandé aux États « d'adopter une variété de solutions de haute technologie, de basse technologie et sans technologie pour assurer la continuité de l'apprentissage ». Dans de nombreux pays, les enseignants utilisent déjà des plateformes d'apprentissage en ligne pour compléter les heures de contact normales en classe pour les devoirs, les exercices en classe et la recherche, et de nombreux élèves ont accès à des équipements technologiques à la maison. Cependant, tous les pays, communautés, familles ou groupes sociaux n'ont pas un accès adéquat à Internet, et de nombreux enfants vivent dans des endroits où les gouvernements ferment fréquemment l'accès à Internet.

## Droit à la santé
Au début de la pandémie à Wuhan, il était très difficile d'obtenir un diagnostic et un traitement à l'hôpital : selon certains témoins, l'admission n'était possible qu'alors que les patients étaient sur le point de mourir.
En Italie, la pandémie a exercé une pression sur le personnel soignant, selon un directeur hospitalier, sans précédent depuis la Seconde Guerre mondiale. Le maire d'une ville s'est plaint que les médecins n'avaient d'autre choix que de laisser mourir les personnes âgées atteintes par le virus

## Fracture numérique
Au total, 3,7 milliards de personnes n'ont pas accès à Internet. La majorité d'entre elles se trouvent dans des pays pauvres, où le besoin de diffuser des informations sur la manière de lutter contre la Covid-19 est le plus urgent. Les migrants et les plus pauvres sont les plus vulnérables au virus, selon l'Organisation mondiale de la santé.
Plus d'un milliard d'enfants dans le monde sont exclus des salles de classe en raison des mesures de quarantaine. Même si les enseignants donnent quotidiennement des cours en ligne, nombre de ces enfants ne peuvent tout simplement pas y participer.
Le travail à domicile n'est une réalité que pour les travailleurs et les administrateurs du secteur des services. Mais, comme le montrent les chiffres, ils ne pourront pas tous se connecter. Même dans ce cas, ils peuvent constater que leur connectivité est affectée par le nombre de personnes qui utilisent le web.

## Restrictions des pouvoirs démocratiques et augmentation des nationalismes

### Dérives autoritaires
La Covid-19 a aggravé la polarisation sociale existante et renforcé l'enracinement idéologique vers un nationalisme d'exclusion. Elle a favorisé le nationalisme d'exclusion et a affaibli la coordination et la collaboration mondiales. Si la pandémie a forcé les pays à fermer leurs frontières, les plaçant de facto dans une situation de localisation et d'isolement, elle a également entraîné une augmentation des formes d'autoritarisme. Par exemple, aux Philippines, au Brésil, en Inde, en Afrique du Sud, en Hongrie et à Hong Kong, des lois d'urgence et d'autres mesures ont été invoquées et utilisées pour un contrôle politique accru en réponse à la fois à la crise directe de santé publique et au mécontentement populaire croissant quant à sa gestion par les gouvernements nationaux.

### Nationalismes xénophobes
De hauts fonctionnaires du gouvernement américain, dont l'ancien président Donald Trump, ont alimenté le sentiment anti-chinois en qualifiant le coronavirus de « virus chinois ». Des leaders anti-immigrants comme Victor Orban en Hongrie et Matteo Salvini en Italie ont profité de la pandémie pour alimenter le sentiment xénophobe.
En Hongrie, le Premier ministre Viktor Orbán s'est emparé de la pandémie de Covid-19 pour saper les principes fondamentaux de la démocratie et de l'État de droit d'une manière difficilement conciliable avec les impératifs de santé publique. Une loi d'urgence, votée à la hâte par le Parlement, qu'il contrôle, a donné à Orbán et au pouvoir exécutif des pouvoirs extraordinaires pour suspendre certaines lois et en appliquer d'autres par décret tant que l'urgence persiste. Cette loi permet à Orbán, en tant que président, d'éviter le processus parlementaire et lui donne, ainsi qu'à son gouvernement, les moyens d'exercer un pouvoir arbitraire et illimité.

### Diminution de la démocratie
Si une détérioration du climat démocratique s’est en particulier traduite par la montée en puissance des régimes autoritaires, en particulier au Proche-Orient, en Afrique du Nord et en Afrique subsaharienne, certains pays d’Europe de l’Ouest comme la France ou le Portugal ont vu leur statut rétrograder de « démocratie à part entière » à « démocratie défaillante » selon l'édition 2020 de l'Indice de démocratie publié par The Economist.
« Le classement a sanctionné les pays qui ont retiré leurs libertés civiles, n'ont pas permis un contrôle adéquat des pouvoirs d'urgence ou ont refusé la liberté d'expression », avance l'étude, citant l'exemple de la France, où « des confinements sévères et des couvre-feux nationaux ont conduit à une légère mais significative diminution de son score global ».
En général, les mesures de confinement et autres mesures de lutte contre le virus imposées par les gouvernements ont entraîné un retrait massif des libertés civiles, provoquant une baisse des notes dans la grande majorité des pays. Toutes les régions du monde ont connu un recul démocratique, mais la suppression des libertés individuelles dans les démocraties développées a été l'élément le plus remarquable de l'année 2020.
Le Moyen-Orient, l'Afrique du Nord et l'Afrique subsaharienne ont connu une année terrible, les dirigeants autocratiques ayant utilisé la couverture de la pandémie pour réprimer l'opposition. L'Asie a gagné trois « démocraties complètes » (Japon, Corée du Sud et Taïwan), tandis que l'Europe en a perdu deux (France et Portugal).
Les États-Unis restent une « démocratie imparfaite », polarisée non seulement sur les questions politiques mais aussi sur les valeurs fondamentales, et la cohésion sociale nécessaire pour soutenir une « démocratie complète » s'est effondrée.
En Europe de l'Est et en Amérique latine, la pandémie a aggravé les failles démocratiques existantes, notamment la faiblesse des contrôles de pouvoir et des contrepoids, la corruption persistante, la propension, dans certains endroits, à avoir des dirigeants forts et les pressions exercées sur la liberté des médias.
Le Salvador et Hong Kong ont été relégués de la classification de « démocratie imparfaite » à celle de « régime hybride ». Plus bas dans le classement, l'Algérie, le Burkina Faso et le Mali ont perdu leur statut de « régimes hybrides » et sont désormais désignés comme « régimes autoritaires ».
Un autre indicateur clé des réactions des pays à la pandémie concerne la conduite des élections nationales. Depuis l'annonce de la pandémie, 17 pays ont organisé des élections nationales et infranationales, tandis que 66 les ont reportées.

## Hausse des violences et de la stigmatisation

### Violences policières et exclusion

#### Asie
Dans plusieurs États indiens, des photos et des vidéos montrent la police en train de battre des personnes qui essaient de se procurer des bien essentiels, ainsi que des sans-abri pour les expulser de la rue ; un harcèlement et des menaces d’expulsion envers les travailleurs de la santé et le personnel des compagnies aériennes a aussi été rapporté.
Des violences et humiliations policières diverses ont été rapportées aux Philippines, en raison de violations présumées des règlements relatifs à la prévention de la Covid-19.
Les pauvres de Metro Manila sortent pour mendier de l'argent ou chercher du travail s'ils ont perdu leur emploi à cause de la fermeture d'une entreprise. Certains étaient autrefois vendeurs de poisson et conducteurs de jeepneys, un moyen de transport public très populaire, a déclaré Maria Ela Atienza, professeur de sciences politiques à l'université des Philippines Diliman. Ils risquent d'être arrêtés, a-t-elle dit.
Rodrigo Duterte, qui est connu pour sa campagne antidrogue meurtrière en 2016, a dit aux soldats et aux chefs de quartier de tirer sur les « fauteurs de troubles » qui protestent pendant la quarantaine, a déclaré Amnesty International sur son site web en avril 2020. Le « climat d'impunité qui règne » a entraîné une augmentation des meurtres de militants en 2020 pour des motifs politiques, selon Amnesty International.

#### Afrique
Le Nigeria, l'Afrique du Sud, l'Ouganda et le Kenya sont quelques-uns des pays où les agences de sécurité (en) ont utilisé des moyens brutaux pour empêcher les gens de sortir de la rue pendant le confinement de 2020. Cette brutalité contredit certaines des mesures mises en place qui permettent aux gens de sortir uniquement pour des raisons essentielles, comme l'achat de nourriture et de médicaments.

#### Europe
En France, des vidéos postées sur Twitter en provenance d'Asnières, de Grigny, d'Ivry-sur-Seine, de Villeneuve-Saint-Georges, de Torcy, de Saint-Denis et d'ailleurs ont montré des personnes apparemment frappées ou "gazées"  au gaz lacrymogène, et dans un cas une personne se faisant heurter par un policier à moto. Des vidéos semblent montrer que ceux-ci n'opposaient ni violence, ni résistance aux forces de l’ordre. Dans certains cas, les propos proférés par les forces de police avaient un caractère xénophobe ou homophobe. Des images montrent également des policiers utiliser des techniques d'immobilisation dangereuses et potentiellement létales, comme l'a encore récemment rappelé la mort du livreur Cédric Chouviat, décédé à la suite d'un plaquage ventral et d'une clé d'étranglement à l'occasion d'un contrôle routier,.

## Communauté LGBT et personne intersexes
Dans de nombreux pays, les lesbiennes, gays, bisexuels et transsexuels (LGBT) sont victimes de discrimination dans l'accès aux soins de santé. Human Rights Watch a documenté des discriminations en matière de soins de santé fondée sur l'orientation sexuelle et l'identité de genre dans des pays tels que les États-Unis, la Tanzanie, le Japon, l'Indonésie, le Bangladesh, la Russie et le Liban. Cette discrimination peut affecter l'accès au dépistage et au traitement du VIH ainsi qu'aux soins pour d'autres maladies chroniques qui peuvent rendre les personnes LGBT particulièrement vulnérables à une maladie grave ou à la mort liée à la Covid-19.

### Xénophobie anti-asiatique
Depuis l'apparition du coronavirus, les nouvelles de plusieurs pays ont fait état de préjugés, de racisme, de xénophobie et de discrimination à l'encontre des personnes d'origine asiatique. Les incidents comprennent notamment des agressions physiques et des passages à tabac, des brimades violentes dans les écoles, des discriminations à l'école ou sur le lieu de travail, et l'utilisation d'un langage désobligeant dans les reportages et sur les plateformes de médias sociaux. Depuis janvier, les médias ont rapporté des crimes haineux au Royaume-Uni, aux États-Unis, en Espagne et en Italie, entre autres pays, visant des personnes d'origine asiatique, apparemment liés à la Covid-19.

## Liberté d'expression et de manifestation, liberté de la presse et de l'information
Au moins 83 gouvernements dans le monde ont utilisé la pandémie de Covid-19 pour justifier la violation de l'exercice de la liberté d'expression et de réunion pacifique, selon Human Rights Watch.
Seuls 44 de ces 83 pays ont déclaré l'état d'urgence. Cependant, aucun n'a enregistré de dérogations relatives à la liberté d'expression et seulement huit ont enregistré des dérogations relatives à la liberté de réunion. Le fait de ne pas enregistrer de dérogations permet aux gouvernements d'échapper plus facilement à la surveillance internationale qui pourrait mettre un frein à l'abus de pouvoirs extraordinaires.

### Thaïlande
Le 25 mars 2020, le Premier ministre Prayut Chan-ocha a publié une liste d'interdictions dans le cadre de l'état d'urgence, comprenant de larges restrictions  de la liberté d'expression et de la liberté des médias.
Les lanceurs d'alerte dans le secteur de la santé publique et les journalistes en ligne ont fait l'objet de représailles et d'intimidations de la part des autorités après avoir critiqué l'action du gouvernement quant à l'épidémie et signalé des cas présumés de corruption liés à l'accumulation de masques et d'autres objets, au profit du marché noir. Les autorités thaïlandaises ont également menacé certains membres du personnel médical de mesures disciplinaires, notamment la résiliation de leur contrat de travail et la révocation de leur permis, pour avoir dénoncé la grave pénurie de biens essentiels dans les hôpitaux du pays.

### Cambodge
Des faits de harcèlement ont été rapportés, par le gouvernement cambodgien, des membres de l'opposition politique et d'autres personnes s'inscrivant dans le cadre d'une campagne plus large contre les activistes et dissidents de la société civile, les journalistes indépendants et les gens ordinaires qui expriment leurs opinions en ligne et hors ligne.

### Malaisie
La Malaisie a mené une enquête et fait une descente dans les bureaux de la chaîne Al-Jazeera après un reportage sur le traitement des travailleurs migrants dans le pays pendant la pandémie de Covid-19 et a refusé de renouveler les visas de deux journalistes de ce média.

### Philippines
Aux Philippines, le président Rodrigo Duterte a signé la loi de la République no 11469 ou la loi Bayanihan le 25 mars 2020. Cette loi définit la pandémie comme une urgence nationale et autorise le président à exercer les pouvoirs d'urgence nécessaires pour assurer la santé et la sécurité publiques.
L'article 6f de la loi Bayanihan criminalise les personnes qui fabriquent et diffusent de fausses informations (sur les médias sociaux et autres plateformes). En conséquence, les personnes qui répandent des informations qui n'ont « aucun effet valable ou bénéfique sur la population, et qui sont clairement destinées à promouvoir la panique, le chaos, l'anarchie, la peur et la confusion » peuvent être emprisonnées pour une durée maximale de deux mois ou condamnées à une amende pouvant atteindre un million de pesos (environ 25 000 dollars).
Cela a été dénoncé comme une violation de la constitution des Philippines.
Les autorités philippines ont fait passer durant l'année 2020 des mesures strictes de maintien à domicile à d'autres moyens de mettre fin aux activités de l'opposition, affirment les groupes de défense des droits humains et les habitants du pays.

### Corée du Nord
Le régime de Pyongyang a passé l'année 2020 à gérer une double crise : celle de la Covid-19 et celle due à des inondations et des glissements de terrain dans le pays, dues à une saison de mousson exceptionnellement longue, avec des épisodes de fortes pluies. Le gouvernement recourt systématiquement au travail forcé et non rémunéré de la majorité de sa population pour contrôler son peuple et soutenir son économie : les experts étrangers signalent un risque alimentaire important. La fermeture des frontières avec la Chine et la Russie, et les restrictions extrêmes imposées en réponse à la Covid-19 ont dépassé les besoins de protection de la santé publique, laissant les Nord-Coréens plus isolés que jamais. Les autorités ont intensifié les restrictions déjà strictes sur les communications avec le monde extérieur, et ont créé des zones tampons à la frontière nord avec l'ordre de tirer à vue sur toute personne entrant sans autorisation,.

### Chine
Selon la loi chinoise, il est illégal pour toute entité autre que le ministère de la santé d'annoncer une nouvelle concernant une question liée à la santé. De ce fait, de nombreuses répressions et emprisonnements de médecins et de citoyens, s'exprimant en ligne ou hors ligne au sujet de la pandémie, ont été rapportés.

### Hong-Kong
A Hong Kong, les autorités ont invoqué les restrictions liées à la Covid-19 en octobre 2020 pour interdire des rassemblements prodémocratiques et ont arrêté et condamné à une amende ceux qui ignoraient cette interdiction.
Les manifestants voulaient marcher contre l'imposition par Pékin d'une loi de sécurité nationale de grande envergure le 30 juin et exiger le retour de 12 personnes de Hong Kong qui ont été arrêtées en mer par les autorités chinoises en août alors qu'elles tentaient de rejoindre Taïwan.
La police a interdit la manifestation, invoquant les restrictions liées au coronavirus sur les rassemblements de groupes et la violence des marches précédentes.

### Algérie
Le gouvernement algérien a été accusé d'utiliser les restrictions liées aux mesures de prévention de la Covid-19 afin de museler l'opposition et d'empêcher les manifestants de s'exprimer,.

### Égypte
En Égypte, entre mars et juin 2020, les autorités ont détenu et accusé au moins neuf membres du personnel médical de « diffusion de fausses nouvelles », d'« utilisation abusive des médias sociaux » et - en vertu des lois sur le terrorisme - d'« adhésion à une organisation illégale » pour avoir parlé publiquement du manque d'équipements de protection individuelle et de tests Covid-19 pour le personnel médical.
« Tout médecin dans la situation actuelle n'est pas en sécurité », a averti en mai un médecin, Ibrahim Bediwy, dans un message en ligne faisant référence au ciblage par le gouvernement des travailleurs de la santé qui ont parlé publiquement de la réponse des autorités à la pandémie. Bediwy a été arrêté le 27 mai 2020 et détenu pour terrorisme jusqu'à sa libération conditionnelle fin janvier sur ordre du tribunal.

### Ouganda
En Ouganda, les forces de sécurité ont tué des manifestants. En novembre 2020, les forces de sécurité ont arrêté Robert Kyagulanyi, un candidat à la présidence, pour avoir prétendument enfreint les règles de la Covid-19 en mobilisant de grandes foules pour ses rassemblements de campagne. Ils ont ensuite utilisé des gaz lacrymogènes et des balles réelles contre les partisans qui protestaient contre sa détention, tuant au moins 54 personnes et en blessant 45. Au cours de la même période, les autorités ont autorisé de grands rassemblements pro-gouvernementaux. Le ministre de la sécurité Elly Tumwine a mis en garde contre de nouvelles manifestations et a déclaré au public que la police avait le droit « de vous tirer dessus et de vous tuer ». Le 29 novembre, le président Yoweri Museveni a promis d'enquêter sur les meurtres et d'indemniser certaines des victimes.

### Zimbabwe, Somalie, Kenya, Zambie, Cameroun
Le groupe de surveillance Reporters sans frontières (RSF), note en avril 2020 que « le Zimbabwe est actuellement le plus grand violateur de la liberté de la presse en Afrique en ce qui concerne la crise du Coronavirus ». Une partie de la rétention à la liberté des médias vient d'informations incomplètes ou erronées données aux journalistes quant à la possibilité d'exercer leur métier, ce qui peut conduire au retrait de cartes de presse ou à l'emprisonnement. Des intimidations, avec brimades et violences physiques, emprisonnements et retraits de carte de presse ont aussi été rapportées en Somalie, Kenya, Zambie et Cameroun.
Au Cameroun, le gouvernement de septembre 2020 a prévu les premières élections régionales du pays pour début décembre, ce qui a suscité des protestations de l'opposition en raison de problèmes de procédure et de sécurité. Plusieurs autorités régionales ont réagi en interdisant indéfiniment les réunions et manifestations publiques, affirmant qu'elles mettraient des vies en danger en diffusant la Covid-19. Pourtant, les autorités centrales et régionales ont autorisé les bars, restaurants, boîtes de nuit, écoles, centres de formation, églises et mosquées à rester ouverts,.

### Afrique du Sud
En Afrique du Sud, une vague de meurtres de femmes et d'enfants a secoué le pays depuis l'assouplissement des régulations sanitaires liées au confinement, en juin 2020. Selon la police, cette vague s'explique par la fin de l'interdiction liée à la consommation d'alcool, qui a duré neuf semaines.

### Colombie
En Colombie, des groupes armés ont violemment appliqué leurs propres mesures pour empêcher la propagation de la Covid-19, selon l'organisation Human Rights Watch,.
L'organisation a rapporté plusieurs meurtres dont les autorités locales ont conclu qu'ils constituaient des représailles pour ne pas avoir suivi les mesures créées par ces groupes, ainsi que des attaques sur les véhicules, des menaces et intimidations,.
Les groupes impliqués dans l'imposition de leurs propres restrictions aux populations locales au début de la pandémie comprenaient l'Armée de libération nationale (ELN), l'Armée populaire de libération (EPL), les Autodéfenses gaitanistes de Colombie (AGC) et d'autres branches dissidentes des FARC,.

### Vénézuela
Les forces de sécurité vénézuéliennes ont utilisé la pandémie de coronavirus comme couverture pour réprimer les voix dissidentes sur les médias sociaux et même dans les messages privés, selon Human Rights Watch,.
Le groupe de défense des droits humains basé à New York a déclaré que des dizaines de journalistes, de professionnels de la santé, d'avocats des droits humains et d'opposants au gouvernement avaient été arbitrairement détenus et poursuivis depuis que le président Nicolás Maduro a déclaré l'état d'urgence relatif à la Covid-19 à la mi-mars 2020,.
Certains critiques ont été physiquement maltraités à un niveau proche de la torture, a déclaré le groupe dans un rapport énumérant 162 cas de ce type entre mars et juin. Human Rights Watch affirme avoir vérifié plusieurs plaintes par le biais d'entretiens avec des victimes présumées, tout en citant également les rapports des médias vénézuéliens et de défenseurs des droits humains,.

### France
L'ONG Amnesty International dénonce que les défenseurs des droits de l'homme qui apportaient une aide humanitaire aux personnes réfugiées et migrantes à Calais et à Grande-Synthe ont continué de subir des actes de harcèlement et d’intimidation. À l’instigation du ministre de l’Intérieur, le préfet du Pas-de-Calais a pris en septembre un arrêté interdisant la distribution de nourriture et de boissons aux migrants dans une grande partie de la ville de Calais.
Cet arrêté, justifié par le préfet dans le but d'arrêter les « nuisances » et le non-respect des mesures de distanciation sociale accompagnant les distributions, a été dénoncé par Claire Hédon, défenseure des droits, comme une « discrimination fondée sur la nationalité », et porté devant le tribunal par douze ONG et associations d'aide aux migrants.
Selon un rapport publié en octobre 2021 par Human Rights Watch, pendant les périodes de restrictions de mouvement en réponse à la pandémie de Covid-19, les volontaires d'Utopia 56 ont reçu plus de 90 contraventions pour des violations présumées du couvre-feu et d'autres restrictions de mouvement, même s'ils étaient munis de documents montrant qu'ils menaient des activités exemptes de ces restrictions.

## Liberté de mouvement
La pandémie de Covid-19 a été citée comme la fin possible de la citoyenneté mondiale.

## Problématiques de droits humains liées aux nouvelles technologies de l'information et de la communication (NTIC)
Selon le think tank Lowy Institute, la Chine a utilisé la pandémie de Covid-19 pour étendre un modèle d'« autoritarisme numérique » à l'intérieur du pays, et pour l'exporter et le promouvoir à l'étranger.

### Surveillance digitale et protection de la vie privée
Des données personnelles peuvent être collectées à partir des smartphones pour suivre les déplacements des personnes dans les villes, les villages et les régions. Les interactions quotidiennes laissent une trace, comme les paiements par carte bancaire dans un café ou les lecteurs de plaques d'immatriculation à un péage. Des données encore plus nuancées sont collectées à partir d'applications d'autosurveillance qui apparaissent maintenant dans un certain nombre de pays.
Certains pays utilisent même des caméras de surveillance et la technologie de reconnaissance faciale pour surveiller la localisation des personnes censées être isolées et l'identité des personnes avec lesquelles elles sont entrées en contact.
Les avantages pour la santé publique de l'utilisation de cette technologie de surveillance sont évidents, mais les menaces pour la vie privée et l'autonomie des individus le sont tout autant. La question importante à laquelle nous sommes confrontés aujourd'hui est de savoir si la nécessité de réduire la transmission de la Covid-19 de personne à personne doit justifier la perte de vie privée et des libertés qui l'accompagnent.
Voici un ensemble de mesures prises par les gouvernements dans le monde :
- En Corée du Sud, le gouvernement utilise des téléphones portables pour suivre les déplacements des personnes en auto-quarantaine. L'application permet aux patients de signaler leurs symptômes aux autorités sanitaires, tout en surveillant leurs déplacements, alertant les personnes et le gouvernement si un patient sort de sa zone de quarantaine alors qu'il porte son téléphone portable[49].

- Singapour a adopté une approche différente, comptant sur les citoyens pour télécharger une application, TraceTogether, afin d'entreprendre la recherche des contacts. L'application enregistre les contacts avec les autres téléphones qui l'utilisent. Ces données sont recueillies par Bluetooth. L'application enregistre ensuite un journal de ces connexions. Si une personne est diagnostiquée avec le virus, elle fournit une alerte informant ceux qui se sont associés à la personne infectée et suggère des mesures appropriées, comme la nécessité de commencer à s'isoler[49].

- Les Néo-Zélandais ont été priés de consentir à ce que la police suive leurs téléphones portables pour obtenir des informations de localisation[49].

- Israël a réorienté les données de localisation collectées à partir des téléphones portables à des fins de lutte contre le terrorisme afin de cartographier les mouvements des personnes avec COVID-19 et ceux qu'elles ont rencontrés. Dans le cadre de ce système, l'agence gouvernementale de contre-espionnage Shin Bet passe au crible les métadonnées des téléphones pour identifier les individus porteurs du virus et leurs contacts, puis envoie une alerte avec des instructions[49].

- À Moscou, le gouvernement utilise le réseau de télévision en circuit fermé de la ville, qui compte 170 000 caméras, pour surveiller les personnes à l'aide d'un logiciel de reconnaissance faciale et punir celles qui ne respectent pas les restrictions de quarantaine et d'auto-isolement. Cette approche ne peut être contournée par les citoyens qui laissent leur téléphone à la maison[49].
- En Russie, les autorités moscovites vont de l'avant avec l'installation de l'un des plus grands systèmes de caméras de surveillance au monde équipé d'une technologie de reconnaissance faciale, malgré les protestations des militants. Même s'il n'a pas été conçu à cette fin, le système est maintenant utilisé pour s'assurer que les personnes dont le test Covid-19 est positif, ou qui sont mises en quarantaine, restent chez elles. Le gouvernement suit également la géolocalisation, les appels et d'autres données provenant de leurs téléphones portables. Les autorités locales de certaines  régions ont mis en place des systèmes de laissez-passer, qui obligent les résidents à obtenir un SMS ou un code QR servant de preuve pour avoir une raison légitime de voyager dans une ville donnée[21].
- Depuis le 5 avril, le gouvernement azerbaïdjanais exige des résidents qu'ils obtiennent de tels codes pour quitter le domicile, avec seulement quelques tâches considérées comme des raisons légitimes, comme l'achat de nourriture ou de médicaments ou la recherche de soins médicaux. Les contrevenants s'exposent notamment à des peines allant jusqu'à 30 jours de prison. Les autorités ont jusqu'à présent détenu plusieurs centaines de personnes pour cette infraction. L'Azerbaïdjan a un gouvernement très autoritaire qui ne s'est pas abstenu d'utiliser ce système pour exercer des représailles contre les critiques. Parmi les personnes détenues pour infraction figurent six militants politiques, dont certains avaient de fait obtenu des laissez-passer[21].
- Les autorités chinoises sont connues pour utiliser la technologie pour la surveillance de masse, sans être contraintes par la législation sur la vie privée, une presse libre, une société civile robuste ou un système juridique indépendant. Récemment, la Chine a utilisé une application, le Code de la santé, pour lutter contre la Covid-19. Les gens fournissent leurs informations personnelles, notamment leur numéro d'identification, leur adresse, s'ils ont été avec des personnes porteuses du virus et leurs symptômes. L'application affiche alors l'une des trois couleurs suivantes : le vert signifie qu'ils peuvent aller partout, le jaune et le rouge signifient respectivement sept et quatorze jours de quarantaine. L'application collecte aussi subrepticement - et partage avec la police - les données de localisation des personnes. En outre, elle peut s'appuyer sur d'autres bases de données gouvernementales, et les algorithmes sont inconnus - ce qui impose des contraintes arbitraires à la liberté de mouvement, entre autres droits. Cela soulève de sérieuses inquiétudes pour l'avenir, notamment sur ce que les autorités vont faire avec encore plus de données[21].

### Fracture numérique et droit d'accès aux ressources numériques
La Déclaration africaine des droits et libertés sur Internet (AfDec) est une initiative panafricaine visant à promouvoir les normes des droits humains et les principes d'ouverture dans la formulation et la mise en œuvre des politiques liées à Internet sur le continent. L'Association pour le progrès des communications et les membres de la coalition AfDec ont appelé les auteurs de la région à développer une série de rapports sur la pandémie de Covid-19 en Afrique et sur les droits humains. Ces 19 rapports examinent comment la pandémie a affecté Internet et les droits humains en Afrique en ce qui concerne l'éducation, la surveillance, la protection des données et la vie privée, le genre, les politiques, usages, accès et modes de gouvernance en matière de technologies de l'information et de la communication.
Les rapports montrent l'importance des droits à un accès équitable aux ressources numériques afin de prévenir l'impact de la fracture numérique sur les droits humains en Afrique (en).

## Statut des minorités
Quand la Covid-19 s'est répandue à l'intérieur des pays, les populations vulnérables et marginalisées telles que les minorités ethniques spécifiques et les groupes de migrants, ainsi que les personnes à faible revenu et à faible statut socioéconomique ont été fortement touchées. Cette pandémie a exposé et amplifié les disparités sanitaires entre ces groupes, qui sont alimentées par des déterminants socio-économiques complexes de la santé et des inégalités structurelles de longue date.

### Minorités ethniques

#### France
En France, où des études empiriques menées par l'Open Society Justice Initiative et l'Agence des droits fondamentaux de l'Union européenne démontrent un impact disproportionné des contrôles d'identité sur les groupes minoritaires en France, indiquant l'utilisation du profilage ethnique par les forces de l'ordre, des citoyens munis de téléphones portables et des activistes ont documenté des arrestations policières abusives visant les minorités dans le cadre de l'application des mesures de confinement,.
Les données statistiques rassemblées par les spécialistes des sciences sociales et les organisations non gouvernementales indiquent que les hommes et les garçons noirs et arabes, ou les personnes perçues comme telles, vivant dans des zones économiquement défavorisées sont des cibles particulièrement fréquentes pour de tels arrêts .
Les comptes-rendus des contrôles de police, les séquences vidéo et les données officielles suggèrent que les contrôles de police liés à l'application des mesures de confinement à partir de la mi-mars 2020 dans le contexte de la pandémie de Covid-19 ont montré un parti pris en faveur des contrôles ciblant les minorités dans les quartiers pauvres. Dans les 10 premiers jours du confinement, des vidéos ont commencé à circuler sur les médias sociaux et autres sur les contrôles de police qui semblent être abusifs, violents et discriminatoires.
S'il est difficile d'obtenir des données officielles sur les contrôles de police réguliers, les autorités françaises ont publié des statistiques sur les interpellations et les amendes infligées dans le cadre de mesures de confinement. Celles-ci montrent une concentration d'interpellations policières pour appliquer les mesures sanitaires dans les « quartiers populaires », lesquels comptent un nombre élevé de résidents de minorités visibles. Le 23 avril, le ministre de l'Intérieur, Christophe Castaner, a déclaré que 220 000 contrôles avaient été effectués en Seine-Saint-Denis, la région la plus pauvre de la métropole - « plus du double de la moyenne nationale ». Les statistiques officielles d'avril indiquaient également que le taux d'amendes en Seine-Saint-Denis, à 17 %, était près de trois fois la moyenne nationale.

#### États-Unis, Royaume-Uni
Une mortalité disproportionnée due à la Covid-19 parmi les groupes ethniques minoritaires a été signalée aux États-Unis et au Royaume-Uni. Plusieurs États des États-Unis présentent des taux de Covid-19 et de mortalité plus élevés chez les Afro-Américains et les Latinos que dans la population blanche. Aux États-Unis, en juin 2020, les Afro-Américains et les Latinos représentaient respectivement 21,8 et 33,8 % des cas de Covid-19, mais ne constituaient que 13 et 18 % de la population. De même, au Royaume-Uni, les minorités noires et asiatiques étaient plus susceptibles de mourir de la Covid-19 que celles d'origine blanche (rapports de risque de 1,7 et 1,6, respectivement), même après un ajustement en fonction de l'âge, des comorbidités médicales sous-jacentes et des niveaux de privation.

#### Malaisie
Les autorités malaises ont rassemblé et détenu des centaines de migrants sans papiers, y compris des réfugiés rohingyas, dans le cadre des efforts visant à contenir le coronavirus, ont déclaré les responsables.
L'ONU a déclaré que cette opération pourrait pousser les groupes vulnérables à se cacher et les empêcher de se faire soigner, et la militante malaise Tengku Emma Zuriana Tengku Azmi, ambassadrice du Conseil européen rohingya, a déclaré avoir été choquée par l'attitude des Malais envers les Rohingyas.

### Migrants
La pandémie de coronavirus a porté un coup sérieux à la migration mondiale. Dès mai 2020, l'Organisation internationale pour les migrations rapportait que les visas de travail pour les migrants avaient été pratiquement arrêtés et que la réinstallation des réfugiés et des demandeurs d'asile dans les pays tiers avait été temporairement suspendue.

#### Facteurs de risques
Il existe peu de données sur l'impact de la Covid-19 sur la morbidité et la mortalité des migrants en particulier, mais les migrants vivant dans des camps de réfugiés, des centres de détention et des centres d'accueil ont été particulièrement exposés au Covid-19. Les migrants sont une population hétérogène qui peut avoir des besoins de santé variés et qui se heurte à des obstacles en matière de soins qui diffèrent selon le type de migrant, son droit aux soins et l'étape du voyage migratoire.
Des épidémies de Covid-19 ont été documentées dans des camps de réfugiés surpeuplés en Grèce continentale, parmi les demandeurs d'asile et les réfugiés dans des centres d'accueil en Allemagne et parmi les demandeurs d'asile dans un foyer au Portugal. Dans les centres de détention pour immigrants aux États-Unis, on a recensé plus de 1 200 cas confirmés de Covid-19 dans 52 établissements. Dans un centre de détention américain, la moitié des détenus étaient positifs à la Covid-19. Les personnes vivant dans ces lieux surpeuplés sont incapables de suivre les pratiques de prévention de base, notamment l'hygiène des mains (en raison du manque d'installations), la distanciation sociale ou l'auto-isolement en cas de maladie. Les travailleurs migrants temporaires et les immigrants installés ont été à l'origine d'un grand nombre de cas d'apparition de Covid-19 sur le lieu de travail.
Pendant la pandémie, la France a continué de placer des personnes migrantes dans des centres de rétention administrative malgré des appels à leur fermeture lancés en mars par le Défenseur des droits et la Contrôleuse générale des lieux de privation de liberté à cause du risque d’y contracter la Covid-19 et du fait que la distantiation sociale ne pouvaient s’effectuer dans un délai raisonnable en raison des restrictions de voyage. En septembre 2020, le gouvernement a annoncé qu’il allait utiliser un centre de rétention administrative en région parisienne pour y placer les personnes testées positives à la Covid-19 en attente de leur expulsion.
La Commission nationale consultative des droits de l'homme (CNCDH) et le Défenseur des droits ont déclaré que les autorités françaises ne garantissaient pas aux enfants migrants non accompagnés l’accès aux droits fondamentaux et aux prises en charge dont ils devraient bénéficier. Les services de protection de l’enfance dans plusieurs départements français ont failli à l'obligation de fournir un hébergement et d’autres services de base, même en pleine pandémie de Covid-19, mettant les enfants davantage encore en situation de risque.

#### Augmentation de l'inégalité et de l'exclusion à l'international
Depuis 2015, face aux flux de migrants et aux schémas de déplacement dans les différents pays européens, les mouvements et partis autoritaires et de droite avaient réussi à traduire les questions d'identité nationale et les discours nationalistes en une « question de migration ».
Avec la fermeture des frontières extérieures de l'Union européenne ainsi que de nombreuses frontières intérieures, la suspension du droit d'asile et les restrictions à la liberté de circulation dans l'espace Schengen, les questions centrales de l'extrême droite concernant la « question de la migration » ont été sapées et leurs anciennes demandes de fermeture des frontières européennes et nationales ont résonné comme un écho d'un passé lointain. Dans le même temps, les stigmatisations et les crimes de haine liés à la Covid-19 ont renforcé les racismes, alors que les violations des droits humains dans les « zones frontalières » de l'Europe ont perduré et se sont même exacerbées pendant la crise actuelle.
En Croatie, le Réseau de surveillance de la violence aux frontières ont signalé des expulsions illégales, impliquant l'utilisation d'armes à décharge électrique et d'armes à feu, la détention arbitraire dans des installations non conformes aux normes et des traitements humiliants tels que le déshabillage forcé et le marquage par pulvérisation (Réseau de surveillance de la violence aux frontières 2020). L'inégalité s'est encore accentuée pour les migrants depuis le début des mesures de confinement de la Covid-19, limitant l'accès aux abris, aux soins sanitaires, à un logement adéquat et à la sécurité contre les expulsions collectives brutales (Border Violence Monitoring Network 2020). Des observations similaires ont été rapportées en Autriche, Allemagne, Suède et Serbie, où l'État a non seulement échoué à aider les populations migrantes les plus vulnérables à la pandémie, mais a ouvertement ignoré leurs droits humains.
Selon l'Organisation internationale pour les migrations, des milliers de migrants ont été bloqués en Asie du Sud-Est, en Afrique et en Amérique latine en raison de la fermeture des frontières et des restrictions de voyage. Ceci indique que de nombreux migrants qui souhaitaient retourner dans leur pays d'origine en raison de la pandémie ont été bloqués et contraints de vivre dans des conditions difficiles avec un minimum de soins.

## Conséquences économiques sur les populations pauvres
Sans effort des pouvoirs publics et d'importants dispositifs de solidarité, les politiques de confinement exacerbent le cercle vicieux entre la pauvreté et mauvaise santé. Human Rights Watch a alerté sur le cas de l'Inde où le confinement a des impacts disproportionnés sur les communautés marginalisées qui perdent l'accès aux besoins fondamentaux.
Le tiers de la population urbaine de la planète vit dans des bidonvilles surpeuplés, et est donc particulièrement menacée par le virus. Ces campements manquent de centres de soins et concentrent des populations à la santé précaire, souffrant de malnutrition ou d’autres épidémies telles que la tuberculose. La fermeture des écoles menace de malnutrition des millions d'élèves en les privant de repas scolaires. Les camps de réfugiés sont également menacés par l’arrêt de l’aide alimentaire ou humanitaire. Le Conseil norvégien pour les réfugiés indique avoir perdu le contact avec 300 000 bénéficiaires de ses programmes au Moyen-Orient. La distribution d’aide, y compris de savon, d’eau ou encore de kits hygiéniques, est compromise par les mesures de confinement et de fermeture des frontières.
Quelque deux milliards de personnes dans le monde travaillent dans le secteur informel, et pourraient se retrouver sans aucun revenu pour survivre. L’Organisation internationale du travail souligne que « les travailleurs de l’économie informelle ne bénéficient pas de la protection de base que les emplois formels offrent habituellement, notamment en matière de protection sociale. Ils sont également désavantagés dans l’accès aux services de soins de santé et n’ont pas de revenu de remplacement s’ils arrêtent de travailler en cas de maladie ». Pour faire face à cette crise, la Confédération syndicale internationale demande la création d’un fonds mondial de protection sociale universelle pour les pays les plus pauvres, afin de soutenir les soins de santé et le maintien de revenus partout sur la planète.
Selon The Lancet, il est nécessaire de redéfinir le modèle général de la vulnérabilité, y compris dans les pays développés. les décideurs politiques doivent tenir compte du risque d'aggravation des inégalités en matière de santé, et aller au delà d'un modèle de santé unique.